# Theodor von Hornbostel

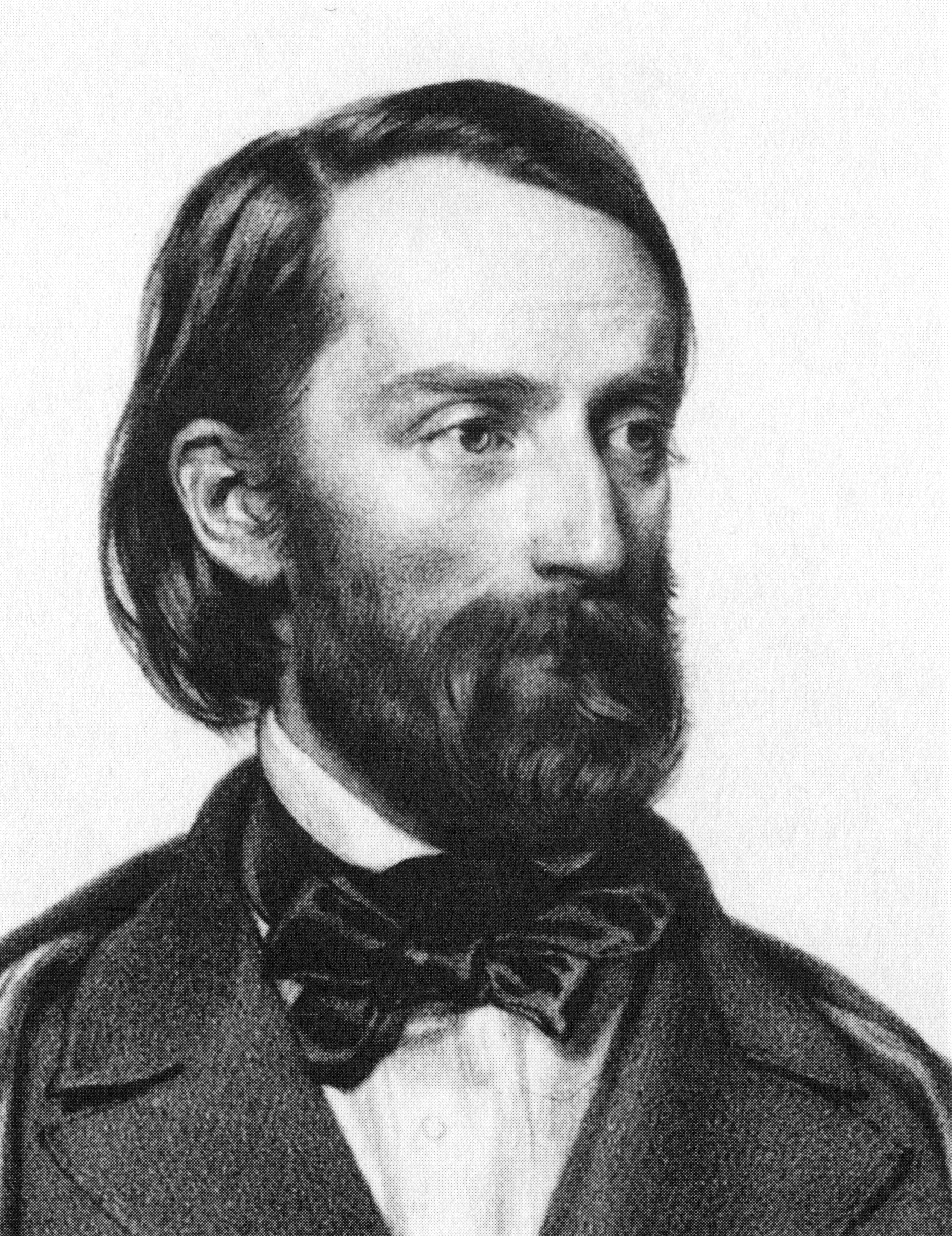
Theodor von Hornbostel (1849, Franz Eybl)

Theodor Friedrich Hornbostel, ab 1860 von Hornbostel, (* 29. Oktober 1815 in Wien; † 2. Juni 1888 ebenda) war ein österreichischer Unternehmer in der Textilindustrie (als Teilhaber der Seidenweberei C. G. Hornbostel in Wien Gumpendorf) und Politiker.

## Familie
Theodor Hornbostel war Nachkomme einer ursprünglich aus Niedersachsen stammenden Familie, mit Heinrich Hornbostel urkundlich 1534–1545 dort erwähnt, und der Sohn des Christian Georg Hornbostel (1778–1841) und der Auguste Friederike Johanne Hornbostel geb. Becker (1787–1842). Sein Vetter war Carl von Hornbostel, sein Enkel war Erich von Hornbostel.
Hornbostel heiratete am 24. April 1843 in Wien Helene Winckler (* 24. September 1815 in Wien; † 29. Dezember 1889 ebenda), die Tochter des Juweliers Johann Daniel Winckler und der Viktoria Barbara Winckler geb. Kettl. Sie wurde als Frauenrechtlerin bekannt, die unter anderem den Wiener Frauen-Erwerb-Verein mitbegründete.

## Leben
Hornbostel wurde 1848 österreichischer Handelsminister und kurze Zeit darauf im Jahre 1849 Präsident der Wiener Handelskammer, was er bis 1851 blieb. Als Direktor der Credit-Anstalt für Handel und Gewerbe und Vizepräsident der Kaiserin-Elisabeth-Bahn wurde Hornbostel mit Verleihung des Eisernen Kronenordens 3. Klasse am 7. November 1860 in Wien in den österreichischen Ritterstand erhoben.
Nach ihm ist seit 1855 die Hornbostelgasse in Wien-Mariahilf (6. Bezirk) benannt.
Seine Grabstätte befindet sich auf dem Evangelischen Friedhof Matzleinsdorf (rechts, 5. Querweg, 3. Gruft 36) in Wien.